# San Rafael (kommun), Colombia
San Rafael är en kommun i Colombia.   Den ligger i departementet Antioquía, i den centrala delen av landet, 220 km nordväst om huvudstaden Bogotá. Antalet invånare är 13 530. Arean är 362 kvadratkilometer.
Terrängen i San Rafael är kuperad åt nordost, men åt sydväst är den bergig.